# I sorg
I sorg är en akvarellmålning av Anders Zorn från 1880. Den donerades av Rosa Nachmanson 1916 till Nationalmuseum i Stockholm. 
Som ung målade Zorn nästan uteslutande akvareller, inspirerad av Egron Lundgren. I sorg är ett av Zorns tidigaste verk och visades på Konstakademiens elevutställning 1880. Det är en vemodig skildring av en ung kvinna med skirt sorgflor för ansiktet. Som modell hade Zorn anlitat Mimmi Nystrand, en flicka i den familj där han tillfälligt var inackorderad. 
Målningen väckte stor uppmärksamhet på utställningen och hyllades av bland annat professorn och kritikern Carl Rupert Nyblom som ansåg att det var länge sedan "vår unga svenska konst bjöd något så vackert och lovande som detta". Även kung Oscar II uttryckte sig gillande om målningen och beställde en variant av motivet där den sörjande framställs i helfigur tillsammans med en liten flicka i vitt. Genomslaget fick stor betydelse för Zorn som upprepade motivet i ett tjugotal versioner, i akvarell, blyertsteckningar och ett par etsningar. Thielska galleriet i Stockholm äger en mindre (29 x 21 cm) akvarell som målades 1881. Hans stigande rykte innebar samtidigt att porträttbeställningarna blev fler och intäkterna gjorde det möjligt för honom att resa utomlands.

## Andra målningar

I sorg (1881). Thielska galleriet.
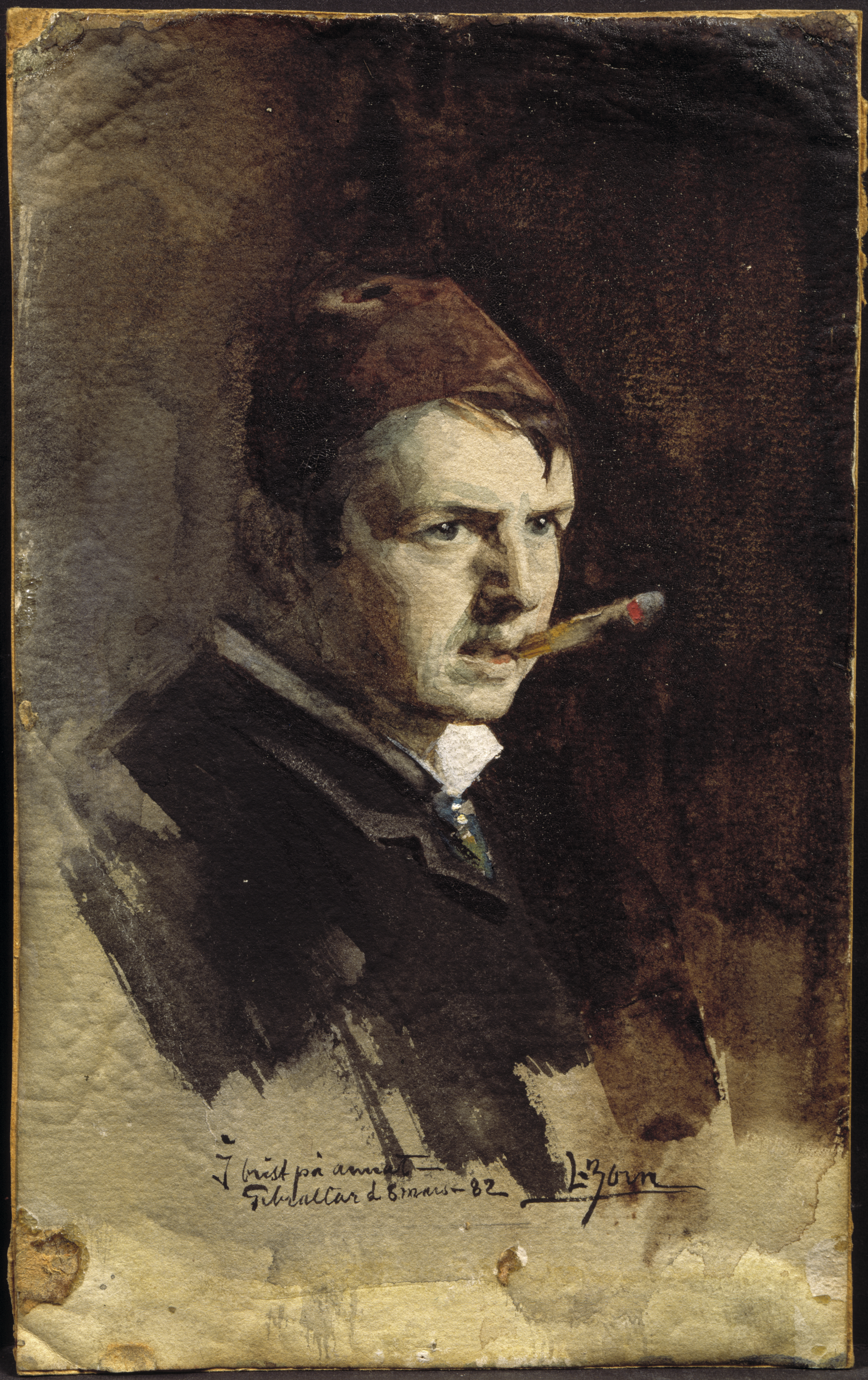
Självporträtt med fez (1882). Nationalmuseum. Zorn var tjugo år när han målade I sorg. Två år senare tillkom detta självporträtt på genomresa i Gibraltar.